# Liste des choix de repêchages des Flyers de Philadelphie
Cette liste contient tous les joueurs de hockey sur glace ayant été repêchés par les Flyers de Philadelphie, franchise de la Ligue nationale de hockey. Les joueurs listés ci-dessus n'ont pas obligatoirement joué un match sous le maillot de l'équipe.
Elle regroupe les joueurs depuis le Repêchage de 1967 organisé par la LNH en 1966-1967, jusqu’à aujourd’hui,. Les joueurs sont classés par année de repêchage. Les deux premières colonnes donnent le rang et le tour duquel le joueur a été repêché suivis de son nom, de sa nationalité et de sa position de jeu.

## Les repêchages amateurs

### 1967
| No | Tour | Nom           | Nationalité | Position  |
| -- | ---- | ------------- | ----------- | --------- |
| 5  | 1er  | Serge Bernier | Canada      | Centre    |
| 14 | 2e   | Al Sarault    | Canada      | Défenseur |

### 1968
| No | Tour | Nom          | Nationalité | Position     |
| -- | ---- | ------------ | ----------- | ------------ |
| 8  | 1er  | Lew Morrison | Canada      | Ailier droit |

### 1969
| No | Tour | Nom              | Nationalité | Position       |
| -- | ---- | ---------------- | ----------- | -------------- |
| 6  | 1er  | Bob Currier      | Canada      | Ailier droit   |
| 17 | 2e   | Bobby Clarke     | Canada      | Centre         |
| 28 | 3e   | Willie Brossart  | Canada      | Défenseur      |
| 40 | 4e   | Michel Belhumeur | Canada      | Gardien de but |
| 52 | 5e   | Dave Schultz     | Canada      | Ailier droit   |
| 64 | 6e   | Don Saleski      | Canada      | Ailier droit   |
| 81 | 8e   | Claude Chartre   | Canada      | Centre         |

### 1970
| No  | Tour | Nom              | Nationalité | Position      |
| --- | ---- | ---------------- | ----------- | ------------- |
| 18  | 2e   | Bill Clement     | Canada      | Centre        |
| 32  | 3e   | Robert Kelly     | Canada      | Ailier gauche |
| 46  | 4e   | Jacques Lapierre | Canada      | Défenseur     |
| 60  | 5e   | Doug Kerslake    | Canada      | Ailier droit  |
| 74  | 6e   | Dennis Giannini  | Canada      | Ailier gauche |
| 87  | 7e   | Hank Nowak       | Canada      | Ailier gauche |
| 99  | 8e   | Gary Cunningham  | Canada      | Défenseur     |
| 109 | 9e   | Jean Daigle      | Canada      | Ailier gauche |

### 1971
| No  | Tour | Nom           | Nationalité | Position       |
| --- | ---- | ------------- | ----------- | -------------- |
| 8   | 1er  | Larry Wright  | Canada      | Centre         |
| 9   | 1er  | Pierre Plante | Canada      | Ailier droit   |
| 36  | 3e   | Glen Irwin    | Canada      | Défenseur      |
| 50  | 4e   | Ted Scharf    | Canada      | Ailier droit   |
| 64  | 5e   | Don McCulloch | Canada      | Défenseur      |
| 78  | 6e   | Yvon Bilodeau | Canada      | Défenseur      |
| 92  | 7e   | Bobby Gerrard | Canada      | Ailier droit   |
| 106 | 8e   | Jerome Mrazek | Canada      | Gardien de but |

### 1972
| No  | Tour | Nom            | Nationalité | Position       |
| --- | ---- | -------------- | ----------- | -------------- |
| 7   | 1er  | Bill Barber    | Canada      | Ailier gauche  |
| 23  | 2e   | Thomas Bladon  | Canada      | Défenseur      |
| 39  | 3e   | Jimmy Watson   | Canada      | Défenseur      |
| 55  | 4e   | Al MacAdam     | Canada      | Ailier droit   |
| 71  | 5e   | Daryl Fedorak  | Canada      | Gardien de but |
| 87  | 6e   | Dave Hasting   | Canada      | Gardien de but |
| 103 | 7e   | Serge Beaudoin | Canada      | Défenseur      |
| 119 | 8e   | Pat Russell    | Canada      | Attaquant      |
| 135 | 9e   | Ray Boutin     | Canada      | Gardien de but |

### 1973
| No  | Tour | Nom              | Nationalité | Position      |
| --- | ---- | ---------------- | ----------- | ------------- |
| 20  | 2e   | Larry Goodenough | Canada      | Défenseur     |
| 26  | 2e   | Brent Leavins    | Canada      | Ailier gauche |
| 40  | 3e   | Bob Stumpf       | Canada      | Ailier droit  |
| 42  | 3e   | Michael Clarke   | Canada      | Centre        |
| 58  | 4e   | Dale Cook        | Canada      | Attaquant     |
| 74  | 5e   | Michel Latrielle | Canada      | Défenseur     |
| 90  | 6e   | Doug Ferguson    | Canada      | Défenseur     |
| 106 | 7e   | Tom Young        | Canada      | Attaquant     |
| 122 | 8e   | Norm Barnes      | Canada      | Défenseur     |
| 137 | 9e   | Dan O'Donohue    | Canada      | Défenseur     |
| 153 | 10e  | Brian Dick       | Canada      | Centre        |

### 1974
| No  | Tour | Nom              | Nationalité | Position       |
| --- | ---- | ---------------- | ----------- | -------------- |
| 35  | 2e   | Robert McLean    | Canada      | Défenseur      |
| 53  | 3e   | Bob Sirois       | Canada      | Ailier droit   |
| 71  | 4e   | Randy Andreachuk | Canada      | Centre         |
| 89  | 5e   | Dennis Sobchuk   | Canada      | Centre         |
| 107 | 6e   | Willie Friesen   | Canada      | Ailier gauche  |
| 125 | 7e   | Réjean Lemelin   | Canada      | Gardien de but |
| 142 | 8e   | Steven Short     | États-Unis  | Ailier gauche  |
| 159 | 9e   | Peter MacKenzie  | Canada      | Défenseur      |
| 174 | 10e  | Marcel Labrosse  | Canada      | Centre         |
| 189 | 11e  | Scott Jessee     | Canada      | Ailier droit   |
| 201 | 12e  | Richard Guay     | Canada      | Gardien de but |
| 211 | 13e  | Brad Morrow      | États-Unis  | Défenseur      |
| 219 | 14e  | Craig Arvidson   | Canada      | Ailier gauche  |

### 1975
| No  | Tour | Nom              | Nationalité | Position       |
| --- | ---- | ---------------- | ----------- | -------------- |
| 1er | 1er  | Mel Bridgman     | Canada      | Centre         |
| 54  | 3e   | Bob Ritchie      | Canada      | Ailier gauche  |
| 72  | 4e   | Rick St. Croix   | Canada      | Gardien de but |
| 90  | 5e   | Gary Morrison    | États-Unis  | Ailier droit   |
| 108 | 6e   | Paul Holmgren    | États-Unis  | Ailier droit   |
| 126 | 7e   | Dana Decker      | États-Unis  | Ailier droit   |
| 160 | 9e   | Viktors Hatuļevs | Lettonie    | Ailier gauche  |
| 175 | 10e  | Duffy Smith      | Canada      | Défenseur      |

### 1976
| No  | Tour | Nom            | Nationalité | Position     |
| --- | ---- | -------------- | ----------- | ------------ |
| 17  | 1er  | Mark Suzor     | Canada      | Défenseur    |
| 35  | 2e   | Drew Callander | Canada      | Ailier droit |
| 53  | 3e   | Craig Hamner   | États-Unis  | Défenseur    |
| 71  | 4e   | Dave Hynek     | Canada      | Ailier droit |
| 89  | 5e   | Robin Lang     | Canada      | Défenseur    |
| 107 | 6e   | Paul Klasinski | États-Unis  | Attaquant    |
| 117 | 7e   | Raymond Kurpis | États-Unis  | Ailier droit |

### 1977
| No  | Tour | Nom              | Nationalité | Position       |
| --- | ---- | ---------------- | ----------- | -------------- |
| 17  | 1er  | Kevin McCarthy   | Canada      | Défenseur      |
| 35  | 2e   | Tom Gorence      | États-Unis  | Ailier droit   |
| 53  | 3e   | Dave Hoyda       | Canada      | Ailier gauche  |
| 67  | 4e   | Yves Guillemette | Canada      | Gardien de but |
| 71  | 4e   | René Hamelin     | Canada      | Ailier droit   |
| 89  | 5e   | Dan Clark        | Canada      | Défenseur      |
| 107 | 6e   | Alain Chaput     | Canada      | Centre         |
| 123 | 7e   | Richard Dalpe    | Canada      | Centre         |
| 135 | 8e   | Pete Peeters     | Canada      | Gardien de but |
| 136 | 8e   | Clint Eccles     | Canada      | Centre         |
| 139 | 8e   | Michael Greeder  | États-Unis  | Défenseur      |
| 150 | 9e   | Tom Bauer        | États-Unis  | Ailier gauche  |
| 151 | 9e   | Mike Bauman      | Canada      | Ailier gauche  |
| 153 | 9e   | Bruce Crowder    | Canada      | Ailier droit   |
| 158 | 10e  | Rob Nicholson    | États-Unis  | Défenseur      |
| 159 | 10e  | Dave Isherwood   | Canada      | Centre         |
| 161 | 10e  | Steve Jones      | Canada      | Gardien de but |
| 165 | 11e  | James Trainor    | États-Unis  | Défenseur      |
| 166 | 11e  | Barry Duench     | Canada      | Centre         |
| 168 | 11e  | Rodney McNair    | Canada      | Défenseur      |
| 172 | 12e  | Mike Laycock     | Canada      | Gardien de but |

### 1978
| No  | Tour | Nom             | Nationalité     | Position       |
| --- | ---- | --------------- | --------------- | -------------- |
| 6   | 1er  | Behn Wilson     | Canada          | Défenseur      |
| 7   | 1er  | Ken Linseman    | Canada          | Centre         |
| 14  | 1er  | Daniel Lucas    | Canada          | Ailier droit   |
| 33  | 2e   | Michael Simurda | Canada          | Ailier droit   |
| 37  | 3e   | Gordon Salt     | Canada          | Ailier droit   |
| 50  | 3e   | Glen Cochrane   | Canada          | Défenseur      |
| 67  | 4e   | Russ Wilderman  | Canada          | Centre         |
| 83  | 5e   | Brad Tamblyn    | Canada          | Défenseur      |
| 100 | 6e   | Mark Taylor     | Canada          | Centre         |
| 117 | 7e   | Mike Ewanowski  | États-Unis      | Ailier droit   |
| 126 | 8e   | Jerry Price     | Canada          | Gardien de but |
| 134 | 8e   | Darre Switzer   | Canada          | Centre         |
| 151 | 9e   | Greg Francis    | Canada          | Défenseur      |
| 167 | 10e  | Rick Berard     | Canada          | Défenseur      |
| 168 | 10e  | Don Lucia       | États-Unis      | Défenseur      |
| 182 | 11e  | Mark Berge      | États-Unis      | Ailier droit   |
| 183 | 11e  | Ken Moore       | États-Unis      | Gardien de but |
| 195 | 12e  | Jim Olson       | États-Unis      | Ailier gauche  |
| 198 | 12e  | Anton Šťastný   | Tchécoslovaquie | Ailier gauche  |

## Les repêchages d'entrée
| Sommaire |
| Repêchages amateurs : 1967 \| 1968 \| 1969 \| 1970 \| 1971 \| 1972 \| 1973 \| 1974 \| 1975 \| 1976 1977 \| 1978 |
| Repêchages d'entrée : 1979 \| 1980 \| 1981 \| 1982 \| 1983 \| 1984 \| 1985 \| 1986 \| 1987 \| 1988 1989 \| 1990 \| 1991 \| 1992 \| 1993 \| 1994 \| 1995 \| 1996 \| 1997 \| 1998 1999 \| 2000 \| 2001 \| 2002 \| 2003 \| 2004 \| 2005 \| 2006 \| 2007 \| 2008 2009 \| 2010 \| 2011 \| 2012 \| 2013 \| 2014 \| 2015 \| 2016 \| 2017 \| 2018 2019 \| 2020 \| 2021 |
| Références |

### 1979
| No  | Tour | Nom             | Nationalité | Position       |
| --- | ---- | --------------- | ----------- | -------------- |
| 14  | 1er  | Brian Propp     | Canada      | Ailier gauche  |
| 22  | 2e   | Blake Wesley    | Canada      | Défenseur      |
| 35  | 2e   | Pelle Lindbergh | Suède       | Gardien de but |
| 56  | 3e   | Lindsay Carson  | Canada      | Centre         |
| 77  | 4e   | Don Gillen      | Canada      | Ailier droit   |
| 98  | 5e   | Thomas Eriksson | Suède       | Défenseur      |
| 119 | 6e   | Gord Williams   | Canada      | Centre         |

### 1980
| No  | Tour | Nom              | Nationalité | Position      |
| --- | ---- | ---------------- | ----------- | ------------- |
| 21  | 1er  | Mike Stothers    | Canada      | Défenseur     |
| 42  | 2e   | Jay Fraser       | Canada      | Ailier gauche |
| 63  | 3e   | Paul Mercier     | Canada      | Défenseur     |
| 84  | 4e   | Taras Zytynsky   | Canada      | Défenseur     |
| 105 | 5e   | Daniel Held      | Canada      | Centre        |
| 126 | 6e   | Brian Tutt       | Canada      | Défenseur     |
| 147 | 7e   | Ross Fitzpatrick | Canada      | Centre        |
| 168 | 8e   | Mark Botell      | Canada      | Défenseur     |
| 189 | 9e   | Peter Dineen     | Canada      | Défenseur     |
| 195 | 10e  | Bob O'Brien      | Canada      | Ailier droit  |
| 210 | 10e  | Andy Brickley    | États-Unis  | Ailier gauche |

### 1981
| No  | Tour | Nom               | Nationalité     | Position       |
| --- | ---- | ----------------- | --------------- | -------------- |
| 16  | 1er  | Steve Smith       | Canada          | Défenseur      |
| 37  | 2e   | Rich Costello     | États-Unis      | Centre         |
| 47  | 3e   | Barry Tabobondung | Canada          | Ailier gauche  |
| 58  | 3e   | Ken Strong        | Canada          | Ailier gauche  |
| 65  | 4e   | Dave Michayluk    | Canada          | Ailier gauche  |
| 79  | 4e   | Kenneth Latta     | Canada          | Ailier droit   |
| 100 | 5e   | Justin Hanley     | Canada          | Ailier gauche  |
| 121 | 6e   | André Villeneuve  | Canada          | Défenseur      |
| 137 | 7e   | Vladimir Svitek   | Tchécoslovaquie | Ailier droit   |
| 142 | 7e   | Gil Hudon         | Canada          | Gardien de but |
| 163 | 8e   | Steve Taylor      | États-Unis      | Ailier gauche  |
| 184 | 9e   | Len Hachborn      | Canada          | Centre         |
| 205 | 10e  | Steve Tsujiura    | Canada          | Centre         |

### 1982
| No  | Tour | Nom              | Nationalité     | Position       |
| --- | ---- | ---------------- | --------------- | -------------- |
| 4   | 1er  | Ron Sutter       | Canada          | Centre         |
| 46  | 3e   | Miroslav Dvořák  | Tchécoslovaquie | Défenseur      |
| 47  | 3e   | William Campbell | Canada          | Défenseur      |
| 77  | 4e   | Mikael Hjalm     | Suède           | Ailier droit   |
| 98  | 5e   | Todd Bergen      | Canada          | Centre         |
| 119 | 6e   | Ronald Hextall   | Canada          | Gardien de but |
| 140 | 7e   | Dave Brown       | Canada          | Ailier droit   |
| 161 | 8e   | Alain Lavigne    | Canada          | Ailier droit   |
| 182 | 9e   | Magnus Roupe     | Suède           | Ailier gauche  |
| 203 | 10e  | Tom Allen        | États-Unis      | Gardien de but |
| 224 | 11e  | Richard Gal      | Canada          | Centre         |
| 245 | 12e  | Mark Vichorek    | États-Unis      | Défenseur      |

### 1983
| No  | Tour | Nom             | Nationalité | Position       |
| --- | ---- | --------------- | ----------- | -------------- |
| 41  | 2e   | Peter Zezel     | Canada      | Centre         |
| 44  | 3e   | Derrick Smith   | Canada      | Ailier gauche  |
| 81  | 4e   | Allan Bourbeau  | États-Unis  | Centre         |
| 101 | 5e   | Jérome Carrier  | Canada      | Défenseur      |
| 121 | 6e   | Rick Tocchet    | Canada      | Ailier droit   |
| 141 | 7e   | Bobby Mormina   | Canada      | Ailier droit   |
| 161 | 8e   | Per-Erik Eklund | Suède       | Centre         |
| 181 | 9e   | Robbie Nichols  | Canada      | Ailier gauche  |
| 201 | 10e  | Bill McCormack  | États-Unis  | Centre         |
| 221 | 11e  | Brian Jopling   | États-Unis  | Gardien de but |
| 241 | 12e  | Harold Duvall   | États-Unis  | Ailier gauche  |

### 1984
| No  | Tour | Nom             | Nationalité     | Position      |
| --- | ---- | --------------- | --------------- | ------------- |
| 22  | 2e   | Greg Smyth      | Canada          | Défenseur     |
| 27  | 2e   | Scott Mellanby  | Canada          | Ailier droit  |
| 37  | 2e   | Jeff Chychrun   | Canada          | Défenseur     |
| 43  | 3e   | David McLay     | Canada          | Ailier gauche |
| 47  | 3e   | John Stevens    | Canada          | Défenseur     |
| 79  | 4e   | David Hanson    | États-Unis      | Centre        |
| 100 | 5e   | Brian Dobbin    | Canada          | Ailier droit  |
| 121 | 6e   | John Dzikowski  | Canada          | Ailier gauche |
| 142 | 7e   | Thomas Allen    | Canada          | Défenseur     |
| 163 | 8e   | Luke Vitale     | Canada          | Centre        |
| 184 | 9e   | Billy Powers    | États-Unis      | Centre        |
| 204 | 10e  | Daryn Fersovich | Canada          | Centre        |
| 245 | 12e  | Jurai Bakos     | Tchécoslovaquie | Défenseur     |

### 1985
| No  | Tour | Nom            | Nationalité | Position       |
| --- | ---- | -------------- | ----------- | -------------- |
| 21  | 1er  | Glen Seabrooke | Canada      | Centre         |
| 42  | 2e   | Bruce Rendall  | Canada      | Ailier gauche  |
| 48  | 3e   | Darryl Gilmour | Canada      | Gardien de but |
| 63  | 3e   | Shane Whelan   | Canada      | Centre         |
| 84  | 4e   | Paul Marshall  | États-Unis  | Défenseur      |
| 105 | 5e   | Daril Holmes   | Canada      | Ailier droit   |
| 126 | 6e   | Ken Alexander  | États-Unis  | Défenseur      |
| 147 | 7e   | Tony Horacek   | Canada      | Ailier gauche  |
| 168 | 8e   | Mike Cusack    | États-Unis  | Ailier droit   |
| 189 | 9e   | Gordon Murphy  | Canada      | Défenseur      |
| 231 | 11e  | Rod Williams   | Canada      | Ailier droit   |
| 252 | 12e  | Paul Maurice   | Canada      | Défenseur      |

### 1986
| No  | Tour | Nom             | Nationalité | Position       |
| --- | ---- | --------------- | ----------- | -------------- |
| 20  | 1er  | Kerry Huffman   | Canada      | Défenseur      |
| 23  | 2e   | Jukka Seppo     | Finlande    | Ailier gauche  |
| 28  | 2e   | Kent Hawley     | Canada      | Centre         |
| 83  | 4e   | Mark Bar        | Canada      | Défenseur      |
| 125 | 6e   | Steve Scheifele | États-Unis  | Ailier droit   |
| 146 | 7e   | Sami Wahlsten   | Finlande    | Ailier gauche  |
| 167 | 8e   | Murray Baron    | Canada      | Défenseur      |
| 188 | 9e   | Blaine Rude     | États-Unis  | Ailier droit   |
| 209 | 10e  | Shawn Sabol     | États-Unis  | Défenseur      |
| 230 | 11e  | Brett Lawrence  | États-Unis  | Ailier droit   |
| 251 | 12e  | Daniel Stephano | États-Unis  | Gardien de but |

### 1987
| No  | Tour | Nom             | Nationalité     | Position       |
| --- | ---- | --------------- | --------------- | -------------- |
| 20  | 1er  | Darren Rumble   | Canada          | Défenseur      |
| 30  | 2e   | Jeff Harding    | Canada          | Ailier droit   |
| 62  | 3e   | Martin Hostak   | Tchécoslovaquie | Centre         |
| 83  | 4e   | Tomaz Eriksson  | Suède           | Ailier gauche  |
| 104 | 5e   | William Gall    | États-Unis      | Ailier droit   |
| 125 | 6e   | Anthony Link    | États-Unis      | Défenseur      |
| 146 | 7e   | Mark Strapon    | États-Unis      | Défenseur      |
| 167 | 8e   | Darryl Ingham   | Canada          | Ailier droit   |
| 188 | 9e   | Bruce MacDonald | États-Unis      | Ailier droit   |
| 209 | 10e  | Steve Morrow    | États-Unis      | Défenseur      |
| 230 | 11e  | Darius Rusnak   | Tchécoslovaquie | Centre         |
| 251 | 12e  | Dale Roehl      | États-Unis      | Gardien de but |
| 14  | R.S  | David Whyte     | États-Unis      | Attaquant      |

### 1988
| No  | Tour | Nom              | Nationalité     | Position       |
| --- | ---- | ---------------- | --------------- | -------------- |
| 14  | 1er  | Claude Boivin    | Canada          | Ailier gauche  |
| 35  | 2e   | Patrick Murray   | Canada          | Ailier gauche  |
| 56  | 3e   | Craig Fisher     | Canada          | Centre         |
| 63  | 3e   | Dominic Roussel  | Canada          | Gardien de but |
| 77  | 4e   | Scott Lagrand    | États-Unis      | Gardien de but |
| 98  | 5e   | Edward O'Brien   | États-Unis      | Ailier gauche  |
| 119 | 6e   | Gordon Frantti   | États-Unis      | Centre         |
| 140 | 7e   | James Cooke      | Canada          | Ailier droit   |
| 161 | 8e   | Johan Salle      | Suède           | Défenseur      |
| 182 | 9e   | Brian Arthur     | Canada          | Défenseur      |
| 203 | 10e  | Jeffrey Dandreta | États-Unis      | Ailier droit   |
| 224 | 11e  | Scott Billey     | États-Unis      | Ailier droit   |
| 245 | 12e  | Drahomír Kadlec  | Tchécoslovaquie | Défenseur      |
| 19  | R.S  | Paul Connell     | États-Unis      | Gardien de but |

### 1989
| No  | Tour | Nom             | Nationalité | Position      |
| --- | ---- | --------------- | ----------- | ------------- |
| 33  | 2e   | Greg Johnson    | Canada      | Centre        |
| 34  | 2e   | Patrik Juhlin   | Suède       | Ailier droit  |
| 72  | 4e   | Reid Simpson    | Canada      | Ailier gauche |
| 117 | 6e   | Niklas Eriksson | Suède       | Centre        |
| 138 | 7e   | John Callahan   | États-Unis  | Centre        |
| 159 | 8e   | Sverre Sears    | États-Unis  | Défenseur     |
| 180 | 9e   | Glen Wisser     | États-Unis  | Ailier droit  |
| 201 | 10e  | Al Kummu        | Canada      | Défenseur     |
| 222 | 11e  | Matthew Brait   | Canada      | Défenseur     |
| 243 | 12e  | James Pollio    | États-Unis  | Ailier gauche |
| 17  | R.S  | Jamie Baker     | Canada      | Défenseur     |

### 1990
| No  | Tour | Nom                   | Nationalité      | Position       |
| --- | ---- | --------------------- | ---------------- | -------------- |
| 4   | 1er  | Mike Ricci            | Canada           | Centre         |
| 25  | 2e   | Chris Simon           | Canada           | Ailier gauche  |
| 40  | 2e   | Mikael Renberg        | Suède            | Ailier droit   |
| 42  | 2e   | Terran Sandwith       | Canada           | Défenseur      |
| 44  | 3e   | Kimbi Daniels         | Canada           | Centre         |
| 46  | 3e   | Bill Armstrong        | Canada           | Défenseur      |
| 47  | 3e   | Chris Therien         | Canada           | Défenseur      |
| 52  | 3e   | Al Kinisky            | Canada           | Ailier gauche  |
| 88  | 5e   | Dan Kordic            | Canada           | Ailier gauche  |
| 109 | 6e   | Viatcheslav Boutsaïev | Union soviétique | Centre         |
| 151 | 8e   | Patrik Englund        | Suède            | Ailier gauche  |
| 172 | 9e   | Toni Porkka           | Finlande         | Défenseur      |
| 193 | 10e  | Greg Hanson           | États-Unis       | Défenseur      |
| 214 | 11e  | Tommy Söderström      | Suède            | Gardien de but |
| 235 | 12e  | William Lund          | États-Unis       | Centre         |
| 4   | R.S  | Steve Beadle          | États-Unis       | Défenseur      |
| 8   | R.S  | Ray Letourneau        | États-Unis       | Gardien de but |

### 1991
| No  | Tour | Nom                 | Nationalité      | Position       |
| --- | ---- | ------------------- | ---------------- | -------------- |
| 6   | 1er  | Peter Forsberg      | Suède            | Centre         |
| 50  | 3e   | Yanick Dupré        | Canada           | Ailier gauche  |
| 86  | 4e   | Aris Brimanis       | États-Unis       | Défenseur      |
| 94  | 5e   | Yanick Degrace      | Canada           | Gardien de but |
| 116 | 6e   | Clayton Norris      | Canada           | Ailier droit   |
| 122 | 6e   | Dmitri Iouchkevitch | Union soviétique | Défenseur      |
| 138 | 7e   | Andreï Lomakine     | Union Soviétique | Ailier gauche  |
| 182 | 9e   | James Bode          | États-Unis       | Ailier droit   |
| 204 | 10e  | Josh Bartell        | États-Unis       | Défenseur      |
| 226 | 11e  | Neil Little         | Canada           | Gardien de but |
| 248 | 12e  | John Parco          | Canada           | Centre         |
| 6   | R.S  | Angelo Libertucci   | Canada           | Gardien de but |
| 12  | R.S  | Brendan Locke       | États-Unis       | Attaquant      |

### 1992
| No  | Tour | Nom               | Nationalité | Position       |
| --- | ---- | ----------------- | ----------- | -------------- |
| 7   | 1er  | Ryan Sittler      | Canada      | Ailier gauche  |
| 15  | 1er  | Jason Bowen       | Canada      | Défenseur      |
| 31  | 2e   | Denis Metliouk    | Russie      | Centre         |
| 103 | 5e   | Vladislav Bouline | Russie      | Défenseur      |
| 127 | 6e   | Roman Zolotov     | Russie      | Défenseur      |
| 151 | 7e   | Kirk Daubenspeck  | États-Unis  | Gardien de but |
| 175 | 8e   | Claude Jutras     | Canada      | Ailier droit   |
| 199 | 9e   | Jonas Håkansson   | Suède       | Ailier droit   |
| 223 | 10e  | Chris Herperger   | Canada      | Ailier gauche  |
| 247 | 11e  | Patrice Paquin    | Canada      | Ailier gauche  |
| 7   | R.S  | Garett MacDonald  | Canada      | Défenseur      |

### 1993
| No  | Tour | Nom                | Nationalité        | Position       |
| --- | ---- | ------------------ | ------------------ | -------------- |
| 36  | 2e   | Janne Niinimaa     | Finlande           | Défenseur      |
| 71  | 3e   | Václav Prospal     | République tchèque | Ailier gauche  |
| 77  | 3e   | Miloš Holaň        | République tchèque | Défenseur      |
| 114 | 5e   | Vladimir Kretchine | Russie             | Ailier gauche  |
| 140 | 6e   | Mike Crowley       | États-Unis         | Défenseur      |
| 166 | 7e   | Aaron Israel       | États-Unis         | Gardien de but |
| 192 | 8e   | Paul Healey        | Canada             | Ailier droit   |
| 218 | 9e   | Tripp Tracy        | États-Unis         | Gardien de but |
| 226 | 9e   | E.J. Bradley       | États-Unis         | Centre         |
| 244 | 10e  | Jeff Staples       | Canada             | Défenseur      |
| 270 | 11e  | Kenneth Hemenway   | États-Unis         | Défenseur      |
| 10  | R.S  | Shannon Finn       | Canada             | Défenseur      |

### 1994
| No  | Tour | Nom                 | Nationalité | Position       |
| --- | ---- | ------------------- | ----------- | -------------- |
| 62  | 3e   | Artiom Anissimov    | Russie      | Défenseur      |
| 88  | 4e   | Adam Magarrell      | Canada      | Défenseur      |
| 101 | 4e   | Sébastien Vallée    | Canada      | Ailier gauche  |
| 140 | 6e   | Aleksandr Selivanov | Russie      | Ailier droit   |
| 166 | 7e   | Colin Forbes        | Canada      | Ailier gauche  |
| 192 | 8e   | Derek Diener        | Canada      | Défenseur      |
| 202 | 8e   | Raymond Giroux      | Canada      | Défenseur      |
| 218 | 9e   | Johan Hedberg       | Suède       | Gardien de but |
| 244 | 10e  | André Payette       | Canada      | Centre         |
| 270 | 11e  | Jan Lipiansky       | Slovaquie   | Ailier gauche  |
| 10  | R.S  | Kirk Nielsen        | États-Unis  | Ailier droit   |

### 1995
| No  | Tour | Nom              | Nationalité        | Position       |
| --- | ---- | ---------------- | ------------------ | -------------- |
| 22  | 1er  | Brian Boucher    | États-Unis         | Gardien de but |
| 48  | 2e   | Shane Kenny      | Canada             | Défenseur      |
| 100 | 4e   | Radovan Somík    | Slovaquie          | Ailier droit   |
| 132 | 6e   | Dmitri Tertychny | Russie             | Défenseur      |
| 135 | 6e   | Jamie Sokolsky   | Canada             | Défenseur      |
| 152 | 6e   | Martin Špaňhel   | République tchèque | Ailier gauche  |
| 178 | 7e   | Martin Streit    | République tchèque | Ailier droit   |
| 204 | 8e   | Rouslan Chafikov | Russie             | Centre         |
| 230 | 9e   | Jeff Lank        | Canada             | Défenseur      |

### 1996
| No  | Tour | Nom                  | Nationalité | Position       |
| --- | ---- | -------------------- | ----------- | -------------- |
| 15  | 1er  | Dainius Zubrus       | Lituanie    | Ailier droit   |
| 64  | 3e   | Chester Gallant      | Canada      | Ailier droit   |
| 124 | 5e   | Per-Ragnar Bergqvist | Suède       | Gardien de but |
| 133 | 5e   | Jesse Boulerice      | États-Unis  | Ailier droit   |
| 187 | 7e   | Roman Malov          | Russie      | Ailier gauche  |
| 213 | 8e   | Jeff Milleker        | Canada      | Centre         |

### 1997
| No  | Tour | Nom                 | Nationalité | Position       |
| --- | ---- | ------------------- | ----------- | -------------- |
| 30  | 2e   | Jean-Marc Pelletier | États-Unis  | Gardien de but |
| 50  | 2e   | Patrick Kavanagh    | Canada      | Ailier droit   |
| 62  | 3e   | Kris Mallette       | Canada      | Défenseur      |
| 103 | 4e   | Mikhaïl Tchernov    | Russie      | Défenseur      |
| 158 | 6e   | Jordon Flodell      | Canada      | Défenseur      |
| 164 | 7e   | Todd Fedoruk        | Canada      | Ailier gauche  |
| 214 | 8e   | Marko Kauppinen     | Finlande    | Défenseur      |
| 240 | 9e   | Par Styf            | Suède       | Défenseur      |

### 1998
| No  | Tour | Nom                 | Nationalité        | Position       |
| --- | ---- | ------------------- | ------------------ | -------------- |
| 22  | 1er  | Simon Gagné         | Canada             | Ailier gauche  |
| 42  | 2e   | Jason Beckett       | Canada             | Défenseur      |
| 51  | 2e   | Ian Forbes          | Canada             | Défenseur      |
| 109 | 4e   | Jean-Philippe Morin | Canada             | Défenseur      |
| 124 | 5e   | Francis Bélanger    | Canada             | Ailier gauche  |
| 139 | 5e   | Garrett Prosofsky   | Canada             | Centre         |
| 168 | 6e   | Antero Niittymäki   | Finlande           | Gardien de but |
| 175 | 7e   | Cam Ondrik          | Canada             | Gardien de but |
| 195 | 7e   | Tomáš Divíšek       | République tchèque | Ailier droit   |
| 222 | 8e   | Lúbomír Pištek      | Slovaquie          | Ailier droit   |
| 243 | 9e   | Petr Hubáček        | République tchèque | Centre         |
| 253 | 9e   | Bruno St. Jacques   | Canada             | Défenseur      |
| 258 | 9e   | Sergei Skrobot      | Russie             | Défenseur      |

### 1999
| No  | Tour | Nom                 | Nationalité        | Position       |
| --- | ---- | ------------------- | ------------------ | -------------- |
| 22  | 1er  | Maxime Ouellet      | Canada             | Gardien de but |
| 119 | 4e   | Jeff Feniak         | Canada             | Défenseur      |
| 160 | 6e   | Konstantin Roudenko | Kazakhstan         | Ailier gauche  |
| 200 | 7e   | Pavel Kasparik      | République tchèque | Centre         |
| 208 | 7e   | Vaclav Pletka       | République tchèque | Ailier gauche  |
| 224 | 8e   | David Nystrom       | Suède              | Ailier gauche  |

### 2000
| No  | Tour | Nom                  | Nationalité        | Position       |
| --- | ---- | -------------------- | ------------------ | -------------- |
| 28  | 1er  | Justin Williams      | Canada             | Ailier droit   |
| 94  | 3e   | Aleksandr Drozdetski | Russie             | Attaquant      |
| 171 | 6e   | Roman Čechmánek      | République tchèque | Gardien de but |
| 195 | 6e   | Colin Shields        | Angleterre         | Ailier droit   |
| 210 | 7e   | John Eichelberger    | États-Unis         | Centre         |
| 227 | 7e   | Guillaume Lefebvre   | Canada             | Centre         |
| 259 | 8e   | Regan Kelly          | Canada             | Défenseur      |
| 287 | 9e   | Milan Kopecký        | République tchèque | Ailier gauche  |

### 2001
| No  | Tour | Nom               | Nationalité        | Position       |
| --- | ---- | ----------------- | ------------------ | -------------- |
| 27  | 1er  | Jeff Woywitka     | Canada             | Défenseur      |
| 95  | 3e   | Patrick Sharp     | Canada             | Centre         |
| 146 | 5e   | Jussi Timonen     | Finlande           | Défenseur      |
| 150 | 5e   | Bernd Brückler    | Autriche           | Gardien de but |
| 158 | 5e   | Roman Málek       | République tchèque | Gardien de but |
| 172 | 6e   | Dennis Seidenberg | Allemagne          | Défenseur      |
| 177 | 6e   | Andreï Razine     | Russie             | Centre         |
| 208 | 7e   | Thierry Douville  | Canada             | Défenseur      |
| 225 | 7e   | David Printz      | Suède              | Défenseur      |

### 2002
| No  | Tour | Nom                | Nationalité | Position       |
| --- | ---- | ------------------ | ----------- | -------------- |
| 4   | 1er  | Joni Pitkänen      | Finlande    | Défenseur      |
| 105 | 4e   | Rosario Ruggeri    | Canada      | Défenseur      |
| 126 | 4e   | Konstantin Baranov | Russie      | Attaquant      |
| 161 | 5e   | Dov Grumet-Morris  | États-Unis  | Gardien de but |
| 192 | 6e   | Nikita Korovkine   | Russie      | Défenseur      |
| 193 | 6e   | Joey Mormina       | Canada      | Défenseur      |
| 201 | 7e   | Mathieu Brunelle   | Canada      | Ailier gauche  |

### 2003
| No  | Tour | Nom               | Nationalité | Position       |
| --- | ---- | ----------------- | ----------- | -------------- |
| 11  | 1er  | Jeffrey Carter    | Canada      | Centre         |
| 24  | 1er  | Mike Richards     | Canada      | Centre         |
| 69  | 3e   | Colin Fraser      | Canada      | Centre         |
| 81  | 3e   | Štefan Ružička    | Slovaquie   | Ailier droit   |
| 85  | 3e   | Alexandre Picard  | Canada      | Défenseur      |
| 87  | 3e   | Ryan Potulny      | États-Unis  | Centre         |
| 95  | 3e   | Rick Kozak        | Canada      | Ailier droit   |
| 108 | 4e   | Kevin Romy        | Suisse      | Attaquant      |
| 140 | 5e   | David Tremblay    | Canada      | Gardien de but |
| 191 | 6e   | Rejean Beauchemin | Canada      | Gardien de but |
| 193 | 6e   | Ville Hostikka    | Finlande    | Gardien de but |

### 2004
| No  | Tour | Nom              | Nationalité | Position       |
| --- | ---- | ---------------- | ----------- | -------------- |
| 92  | 3e   | Rob Bellamy      | États-Unis  | Ailier droit   |
| 101 | 4e   | R.J. Anderson    | États-Unis  | Défenseur      |
| 124 | 4e   | David Laliberté  | Canada      | Ailier droit   |
| 144 | 5e   | Chris Zarb       | États-Unis  | Défenseur      |
| 149 | 5e   | Gino Pisellini   | États-Unis  | Ailier droit   |
| 170 | 6e   | Ladislav Ščurko  | Slovaquie   | Centre         |
| 171 | 6e   | Frédérik Cabana  | Canada      | Attaquant      |
| 232 | 8e   | Martin Houle     | Canada      | Gardien de but |
| 253 | 8e   | Travis Gawryletz | Canada      | Défenseur      |
| 286 | 9e   | Triston Grant    | Canada      | Ailier gauche  |
| 291 | 9e   | John Carter      | États-Unis  | Centre         |

### 2005
| No  | Tour | Nom              | Nationalité | Position       |
| --- | ---- | ---------------- | ----------- | -------------- |
| 29  | 1er  | Steve Downie     | Canada      | Ailier droit   |
| 91  | 3e   | Oskars Bārtulis  | Lettonie    | Défenseur      |
| 119 | 4e   | Jeremy Duchesne  | États-Unis  | Gardien de but |
| 152 | 5e   | Josh Beaulieu    | Canada      | Centre         |
| 174 | 6e   | John Flatters    | Canada      | Défenseur      |
| 215 | 7e   | Matthew Clackson | Canada      | Ailier gauche  |

### 2006
| No  | Tour | Nom                | Nationalité        | Position       |
| --- | ---- | ------------------ | ------------------ | -------------- |
| 22  | 1er  | Claude Giroux      | Canada             | Ailier droit   |
| 39  | 2e   | Andreas Nödl       | Autriche           | Ailier droit   |
| 42  | 2e   | Michael Ratchuk    | États-Unis         | Défenseur      |
| 55  | 2e   | Denis Bodrov       | Russie             | Défenseur      |
| 79  | 3e   | Jonathan Matsumoto | Canada             | Centre         |
| 101 | 4e   | Joonas Lehtivuori  | Finlande           | Défenseur      |
| 109 | 4e   | Jakub Kovář        | République tchèque | Gardien de but |
| 145 | 5e   | Jonathan Rheault   | États-Unis         | Ailier droit   |
| 175 | 6e   | Michael Dupont     | Suisse             | Gardien de but |
| 205 | 7e   | Andreï Popov       | Russie             | Ailier droit   |

### 2007
| No  | Tour | Nom                | Nationalité | Position       |
| --- | ---- | ------------------ | ----------- | -------------- |
| 2   | 1er  | James Van Riemsdyk | États-Unis  | Ailier gauche  |
| 41  | 2e   | Kevin Marshall     | Canada      | Défenseur      |
| 66  | 3e   | Garrett Klotz      | Canada      | Ailier gauche  |
| 122 | 5e   | Mario Kempe        | Suède       | Ailier droit   |
| 152 | 6e   | Jonathon Kalinski  | Canada      | Ailier gauche  |
| 161 | 6e   | Patrick Maroon     | États-Unis  | Ailier gauche  |
| 182 | 7e   | Brad Phillips      | États-Unis  | Gardien de but |

### 2008
| No  | Tour | Nom                | Nationalité | Position       |
| --- | ---- | ------------------ | ----------- | -------------- |
| 19  | 1er  | Luca Sbisa         | Suisse      | Défenseur      |
| 67  | 3e   | Marc-André Bourdon | Canada      | Défenseur      |
| 84  | 3e   | Jacob De Serres    | Canada      | Gardien de but |
| 178 | 6e   | Zac Rinaldo        | Canada      | Centre         |
| 196 | 7e   | Joacim Eriksson    | Suède       | Gardien de but |

### 2009
| No  | Tour | Nom              | Nationalité | Position       |
| --- | ---- | ---------------- | ----------- | -------------- |
| 81  | 3e   | Adam Morrison    | Canada      | Gardien de but |
| 87  | 3e   | Simon Bertilsson | Suède       | Défenseur      |
| 142 | 5e   | Nicola Riopel    | Canada      | Gardien de but |
| 153 | 6e   | Dave Labrecque   | Canada      | Centre         |
| 172 | 6e   | Eric Wellwood    | Canada      | Ailier gauche  |
| 196 | 7e   | Oliver Lauridsen | Danemark    | Défenseur      |

### 2010
| No  | Tour | Nom               | Nationalité | Position      |
| --- | ---- | ----------------- | ----------- | ------------- |
| 89  | 3e   | Michael Chaput    | Canada      | Centre        |
| 119 | 4e   | Tye McGinn        | Canada      | Ailier gauche |
| 149 | 5e   | Michael Parks     | États-Unis  | Ailier droit  |
| 179 | 6e   | Nicholas Luukko   | États-Unis  | Défenseur     |
| 206 | 7e   | Ricard Blidstrand | Suède       | Défenseur     |
| 209 | 7e   | Brendan Ranford   | Canada      | Ailier gauche |

### 2011
| No  | Tour | Nom               | Nationalité        | Position      |
| --- | ---- | ----------------- | ------------------ | ------------- |
| 8   | 1er  | Sean Couturier    | États-Unis         | Centre        |
| 68  | 3e   | Nick Cousins      | Canada             | Centre        |
| 116 | 4e   | Colin Suellentrop | États-Unis         | Défenseur     |
| 118 | 4e   | Marcel Noebels    | Allemagne          | Ailier gauche |
| 176 | 6e   | Petr Placák       | République tchèque | Ailier droit  |
| 206 | 7e   | Derek Mathers     | Canada             | Ailier droit  |

### 2012
| No  | Tour | Nom                 | Nationalité | Position       |
| --- | ---- | ------------------- | ----------- | -------------- |
| 20  | 1er  | Scott Laughton      | Canada      | Centre         |
| 45  | 2e   | Anthony Stolarz     | États-Unis  | Gardien de but |
| 78  | 3e   | Shayne Gostisbehere | États-Unis  | Défenseur      |
| 111 | 4e   | Fredrik Larsson     | Suède       | Défenseur      |
| 117 | 4e   | Taylor Leier        | Canada      | Ailier gauche  |
| 141 | 5e   | Reece Willcox       | Canada      | Défenseur      |
| 201 | 7e   | Valeri Vassiliev    | Russie      | Défenseur      |

### 2013
| No  | Tour | Nom               | Nationalité | Position       |
| --- | ---- | ----------------- | ----------- | -------------- |
| 11  | 1er  | Samuel Morin      | Canada      | Défenseur      |
| 41  | 2e   | Robert Hägg       | Suède       | Défenseur      |
| 72  | 3e   | Tyrell Goulbourne | Canada      | Ailier gauche  |
| 132 | 5e   | Terrance Amorosa  | Canada      | Défenseur      |
| 162 | 6e   | Merrick Madsen    | États-Unis  | Gardien de but |
| 192 | 7e   | David Drake       | États-Unis  | Défenseur      |

### 2014
| No  | Tour | Nom                | Nationalité | Position      |
| --- | ---- | ------------------ | ----------- | ------------- |
| 17  | 1er  | Travis Sanheim     | Canada      | Défenseur     |
| 48  | 2e   | Nicolas Aubé-Kubel | Canada      | Ailier droit  |
| 86  | 3e   | Mark Friedman      | Canada      | Défenseur     |
| 138 | 5e   | Oskar Lindblom     | Suède       | Ailier gauche |
| 168 | 6e   | Radel Fazleïev     | Russie      | Centre        |
| 198 | 7e   | Jesper Pettersson  | Suède       | Défenseur     |

### 2015
| No  | Tour | Nom                 | Nationalité        | Position       |
| --- | ---- | ------------------- | ------------------ | -------------- |
| 7   | 1er  | Ivan Provorov       | Russie             | Défenseur      |
| 24  | 1er  | Travis Konecny      | Canada             | Centre         |
| 70  | 3e   | Felix Sandstrom     | Suède              | Gardien de but |
| 90  | 3e   | Matej Tomek         | Slovaquie          | Gardien de but |
| 98  | 4e   | Samuel Dove-McFalls | Canada             | Ailier gauche  |
| 104 | 4e   | Mikhaïl Vorobiov    | Russie             | Centre         |
| 128 | 5e   | David Kase          | République tchèque | Ailier droit   |
| 158 | 6e   | Cooper Marody       | États-Unis         | Centre         |
| 188 | 7e   | Ivan Fedotov        | Russie             | Gardien de but |

### 2016
| No  | Tour | Nom               | Nationalité | Position       |
| --- | ---- | ----------------- | ----------- | -------------- |
| 22  | 1er  | Guerman Roubtsov  | Russie      | Centre         |
| 36  | 2e   | Pascal Laberge    | Canada      | Centre         |
| 48  | 2e   | Carter Hart       | Canada      | Gardien de but |
| 52  | 2e   | Wade Allison      | Canada      | Ailier droit   |
| 82  | 3e   | Carsen Twarynski  | Canada      | Ailier gauche  |
| 109 | 4e   | Connor Bunnaman   | Canada      | Centre         |
| 139 | 5e   | Linus Hogberg     | Suède       | Défenseur      |
| 169 | 6e   | Tanner Laczynski  | États-Unis  | Centre         |
| 172 | 6e   | Anthony Salinitri | Canada      | Centre         |
| 199 | 7e   | David Bernhardt   | Suède       | Défenseur      |

### 2017
| No  | Tour | Nom               | Nationalité | Position       |
| --- | ---- | ----------------- | ----------- | -------------- |
| 2   | 1er  | Nolan Patrick     | Canada      | Centre         |
| 27  | 1er  | Morgan Frost      | Canada      | Centre         |
| 35  | 2e   | Isaac Ratcliffe   | Canada      | Ailier gauche  |
| 80  | 3e   | Kirill Oustimenko | Biélorussie | Gardien de but |
| 106 | 4e   | Matthew Strome    | Canada      | Ailier gauche  |
| 107 | 4e   | Maksim Souchko    | Biélorussie | Ailier droit   |
| 137 | 5e   | Noah Cates        | États-Unis  | Ailier gauche  |
| 168 | 6e   | Olle Lycksell     | Suède       | Ailier droit   |
| 196 | 7e   | Wyatt Kalynuk     | Canada      | Défenseur      |

### 2018
| No  | Tour | Nom             | Nationalité | Position       |
| --- | ---- | --------------- | ----------- | -------------- |
| 14  | 1er  | Joel Farabee    | États-Unis  | Ailier gauche  |
| 19  | 1er  | Jay O'Brien     | États-Unis  | Centre         |
| 50  | 2e   | Adam Ginning    | Suède       | Défenseur      |
| 112 | 4e   | John St. Ivany  | États-Unis  | Défenseur      |
| 127 | 5e   | Wyatte Wylie    | États-Unis  | Défenseur      |
| 143 | 5e   | Samuel Ersson   | Suède       | Gardien de but |
| 174 | 6e   | Gavin Hain      | États-Unis  | Centre         |
| 205 | 7e   | Marcus Westfält | Suède       | Centre         |

### 2019
| No  | Tour | Nom              | Nationalité | Position       |
| --- | ---- | ---------------- | ----------- | -------------- |
| 14  | 1er  | Cam York         | États-Unis  | Défenseur      |
| 34  | 2e   | Bobby Brink      | États-Unis  | Ailier droit   |
| 72  | 3e   | Ronnie Attard    | États-Unis  | Défenseur      |
| 103 | 4e   | Mason Millman    | Canada      | Défenseur      |
| 165 | 6e   | Iegor Serdynk    | Russie      | Ailier droit   |
| 169 | 6e   | Roddy Ross       | Canada      | Gardien de but |
| 196 | 7e   | Bryce Brodzinski | États-Unis  | Ailier droit   |

### 2020
| No  | Tour | Nom              | Nationalité | Position      |
| --- | ---- | ---------------- | ----------- | ------------- |
| 23  | 1er  | Tyson Foerster   | Canada      | Ailier droit  |
| 54  | 2e   | Emil Andrae      | Suède       | Défenseur     |
| 94  | 4e   | Zayde Wisdom     | Canada      | Ailier droit  |
| 135 | 5e   | Elliot Desnoyers | Canada      | Ailier gauche |
| 178 | 6e   | Connor McClennon | Canada      | Ailier droit  |

### 2021
| No  | Tour | Nom             | Nationalité | Position       |
| --- | ---- | --------------- | ----------- | -------------- |
| 46  | 2e   | Samu Tuomaala   | Finlande    | Ailier droit   |
| 78  | 3e   | Aleksei Kolosov | Biélorussie | Gardien de but |
| 110 | 4e   | Brian Zanetti   | Suisse      | Défenseur      |
| 158 | 5e   | Ty Murchison    | États-Unis  | Défenseur      |
| 174 | 6e   | Ethan Samson    | Canada      | Défenseur      |
| 206 | 7e   | Owen McLaughlin | États-Unis  | Centre         |

### 2022
| No  | Tour | Nom             | Nationalité | Position      |
| --- | ---- | --------------- | ----------- | ------------- |
| 5   | 1er  | Cutter Gauthier | États-Unis  | Ailier gauche |
| 69  | 3e   | Devin Kaplan    | États-Unis  | Ailier droit  |
| 133 | 5e   | Alex Bump       | États-Unis  | Ailier gauche |
| 165 | 6e   | Hunter McDonald | États-Unis  | Défenseur     |
| 197 | 7e   | Santeri Sulku   | Finlande    | Ailier gauche |
| 220 | 7e   | Alexis Gendron  | Canada      | Ailier droit  |